# Nickel(II) iodide hexamin
Niken(II) iodide hexamin là một hợp chất vô cơ, một amin phức của kim loại niken và axit iothydric với công thức hóa học NiI2·6NH3, tinh thể màu dương, tan rất ít trong nước.

## Tính chất vật lý
Niken(II) iodide hexamin tạo thành tinh thể màu dương của hệ tinh thể lập phương, nhóm không gian Fm3m, các hằng số mạng tinh thể a = 1,0897 nm, Z = 4.

## Tính chất hóa học
Nó bị phân hủy khi đun nóng đến 135 ℃:
{\displaystyle {\mathsf {NiI_{2}\cdot 6NH_{3}\xrightarrow {135^{o}C} \ NiI_{2}+6NH_{3}}}}